# バラ色の日々 (THE YELLOW MONKEYの曲)
「バラ色の日々」（バラいろのひび）は、THE YELLOW MONKEY19枚目のシングル。

## 解説
前作から9か月ぶり、「PUNCH DRUNKARD TOUR 98/99」終了後初のシングル。初の外部プロデューサーとのコラボレーション作品で、同作から『SHOCK HEARTS』までの3作は「実験3部作」とも言われており、それまでとは大きく違った音造りを行った。

アレンジャーに朝本浩文が選ばれた理由について吉井和哉は、
と語っている。吉井は本来『聖なる海とサンシャイン』を休養からの復帰シングルと考えていたが、スタッフから「それだと休み明けには地味」「もっとパッとした曲のほうがプレゼンしやすい」などの意見が出たことを受け、この作品を休養開け1枚目のシングルにすることとした。
吉井曰く「THE YELLOW MONKEYとファンのテーマソング」。制作当初は暗い内容の歌詞であり、サビの歌詞も「君はこれからどうするの？」であった。しかし、周囲から「休養開けの第一弾にしては暗すぎる」と指摘があり、現在の形となった。なお、CDのジャケットでは菊地英二がバラを持っているが、5000枚限定で菊地英昭が持っているバージョンが存在する。
楽曲の人気が高く、2012年にナタリー×レコチョクで行われた人気投票で第2位となった。また、2013年に行われた『イエモン-FAN'S BEST SELECTION-』のファン投票では1位を獲得している。
バンド再集結後、15年半ぶりのテレビ出演となる『THE MUSIC DAY』（2016年7月2日放送）において「SPARK」とともに「バラ色の日々」を披露した。

## 収録曲
全作詞・作曲：吉井和哉
1. バラ色の日々 (4:49)
編曲：THE YELLOW MONKEY・朝本浩文
NHK『ポップジャム』エンディングテーマ。
関西テレビ放送『GTO』（2014）第2話挿入歌。
テレビ東京『天 赤木しげる葬式編』（2019）主題歌[注釈 1]。
フジテレビ『THE SECOND 〜漫才トーナメント〜』（2023～）テーマソング[5]。
2006年に大阪城ホールで行われた吉井のツアー「MY FOOLISH HEART」千秋楽公演のアンコールでこの楽曲を披露、これがソロとして初めてのバンド時代の楽曲披露であった。これ以前はソロになってからの楽曲のみでライブを行っていたが、以降のライブではバンド時代の中から様々な楽曲をピックアップして演奏している。
ソロになってからは冒頭部分の伴奏をギターではなくピアノに差し替え（冒頭部分自体をカットすることもある）、原曲よりかなりテンポが速くなっている。
2. HEART BREAK (5:07)
編曲：THE YELLOW MONKEY・笹路正徳・森俊之
3. バラ色の日々 〜RAM JAM WORLD REMIX〜 (6:02)
編曲：THE YELLOW MONKEY・朝本浩文
アレンジを担当した朝本の所属するユニット「Ram Jam World」によるミックス。
このトラックを短く編集したものが再集結に際して行われた全国ツアー「THE YELLOW MONKEY SUPER JAPAN TOUR 2016」の特別公演を除く通常メニューのオープニングSEに使用された。

## ミュージック・ビデオ
「バラ色の日々」のミュージック・ビデオ（PV）は北海道帯広市の中世のドイツをモチーフとしたテーマパーク『グリュック王国』のビュッケブルグ城で撮影された。監督は高橋栄樹。吉井和哉のパーマは、吉井本人によると「大失敗パーマ」。
THE YELLOW MONKEYのメンバー4人が入っている城に、武装した侵入者がイントロから突撃を始め、襲撃して来る。バンドメンバー4人は英語で歌う最後の部分に差し掛かると、侵入者の一斉射撃を浴びる。しかしその一斉射撃はバンドメンバー4人には全く効果がなく、4人は演奏を続け、侵入者の1人は城を脱出して無線を飛ばす。最後は侵入者イントロ部分の林の映像で終わる。

## 各曲の収録CD
＃1. バラ色の日々
- 『8』（2000年7月26日）※アルバムバージョン
- 『GOLDEN YEARS Singles 1996-2001』（2001年6月13日）
- 『イエモン-FAN'S BEST SELECTION-』（2013年7月31日）
- 『THE YELLOW MONKEY IS HERE. NEW BEST』（2017年5月21日）※セルフカバー

＃2. HEART BREAK
- 『8』（2000年7月26日）※アルバムバージョン
- 『MOTHER OF ALL THE BEST』（2004年12月8日）※初回版DISC3

## カバー
＃1. バラ色の日々
- Nothing's Carved In Stone（2009年12月19日、トリビュート・アルバム『THIS IS FOR YOU〜THE YELLOW MONKEY TRIBUTE ALBUM』）※ギターの生形は吉井和哉ソロツアーのサポートメンバー。
- 奥田民生（2012年1月11日、ライブ・ビデオ『ひとり股旅スペシャル@厳島神社』）※2011年10月22日に行われた奥田の地元・広島のスモール・フェスにおけるコンサート。
- 世良公則（2012年10月3日、カバー・アルバム『BACKBONE』）※デビュー35周年にして初となるこのカバー・アルバムでは日本人アーティストたちの名ソングをカバーした[7]。
- MUCC&Aki（2016年3月、ライブ・ツアー「MAVERICK DC presents DOUBLE HEADLINE TOUR 2016『M.A.D』」中野サンプラザ公演）※逹瑯（MUCC）とAki（シド）のツインボーカル[8]。
- YOSHII LOVINSON/吉井和哉（2008年5月21日、ライブ・ビデオ「KAZUYA YOSHII LIVE DVD BOX 『LIVE LIVE LIVE』」など）※吉井和哉のソロによるカバー。
- SMAP&THE YELLOW MONKEY（2016年10月17日、TV番組『SMAP×SMAP』）※この日の番組では「ALRIGHT」も共演[9]。共演は17年ぶり。
- 三浦祐太朗（2017年11月18日、BS-TBS『サウンド・イン"S"』）※島田昌典によるリアレンジ[10]。三浦が尊敬するTHE YELLOW MONKEYの楽曲の中でも「バラ色の日々」は、三浦にとって人生のテーマソングともいえる楽曲という[10]。
- キタニタツヤ（2021年11月19日、BS-TBS『サウンド・イン"S "』）※本間昭光によるアレンジ。彼にとって吉井和哉はミュージシャンとして憧れの存在であるといい、彼がカラオケで一番歌ったのがこの楽曲である。[11]

## BELIEVER.
「BELIEVER.」（ビリーバー）は、2004年7月7日に解散したTHE YELLOW MONKEYの再結成後の公式ファンクラブ名称である。2016年1月8日、再集結の発表と同時に公式ファンクラブが発足した。翌2017年、この新しい公式ファンクラブの正式名称は、ファンクラブ会員から募集して決定された。2017年4月14日から5月2日に募集を受け付け、THE YELLOW MONKEYメンバー4人とTYMS PROJECTが採択したいくつかの候補の中から決選ファン投票が5月15日から5月20日に行われた。THE YELLOW MONKEYメジャーデビュー25周年記念日にあたり、『THE YELLOW MONKEY IS HERE. NEW BEST』のリリース日である2017年5月21日、公式ファンクラブの正式名称「BELIEVER」が深夜に発表された。この名称は、「バラ色の日々」に由来するものである。THE YELLOW MONKEY公式サイト上の5月21日の発表時はピリオド（フルストップ）が付いていなかった。2017年6月27日に公式サイトで公開されたロゴにピリオドが付いた。
以前の公式ファンクラブ名称は「Petticoat Lane」（ペティコート・レイン）。この旧ファンクラブは1993年5月24日に会報0号を発行し、この時の会員は507人であった。2001年2月20日の会報46号まで計47冊を発行し、最終的な「Petticoat Lane」会員数は73996人であった。この旧ファンクラブは2004年12月24日必着でファンクラブ会員の元へ最後の送付物となる「Petticoat Lane 1993-2004」と印字された、ファンクラブの歩みをまとめた冊子を送付した。なお、この冊子は有志によって国立国会図書館に寄贈されている。バンド解散後に展示会・フィルムコンサート「メカラウロコ・15」を開催し、最終日の2004年12月26日に、バンドとファンは再結成までの間、ひと時の別れを迎えた。
「Petticoat Lane」の名称は吉井和哉による命名であり、吉井が「岡場所」の英訳を辞書で調べたら「Petticoat Lane」という言葉が出てきたのであった。英語の「Petticoat Lane」（ペティコート・レイン）とは、ロンドンの下町イーストエンドにある「Middlesex Street」の通称（別称）である。現代において定期的に安物市が開催されているこのレイン（街路）は、中世に「Hog's Lane」と呼ばれ、17世紀頃には「Peticote Lane」と呼ばれて古着の取り引きが行われ、この頃に登場するたとえ話に「連中があんたのペティコートを市場の片隅で盗んでもう片方の隅であんたにそいつを売って戻すだろうさ。」（"They would steal your petticoat at one end of the market and sell it back to you at the other."）というものがある。これより後に「Petticoat Lane」という呼び名を広めたのはユグノーとユダヤ移民の織布業者たちである。「Petticoat Lane」は、19世紀以降「Middlesex Street」と呼ばれている。「petticoat」は衣類の「ペティコート」の他、俗語で「女性」を表わす。

## バラ色募金
2016年のTHE YELLOW MONKEY再集結後、「バラ色の日々」の曲名から「バラ色募金」という基金が設立された。THE YELLOW MONKEYメンバー4人とTYMS PROJECT4社（株式会社10S、日本コロムビア株式会社、株式会社 綜合企画、株式会社BAJ）もこの基金に寄付をしている。2016年の日本全国ツアーでは各会場に募金箱が設置された。
集まった募金は、THE YELLOW MONKEY解散中の2011年3月に発生した東日本大震災や、再集結後の2016年4月に発生した熊本地震の被災者支援等に寄付されている。この2つの災害への寄付は2016年8月の福島公演（あづま総合体育館）におけるチャリティーフリーマーケット「“C”MARKET」の収益金が含まれる。熊本地震後の2016年9月には熊本のライブハウス『B.9 V1』でフリーライブが行われた。
本作でプロデューサーおよびアレンジャーを務めた朝本浩文は、2014年9月に自転車の事故で意識不明の重篤な状態に陥った。朝本の治療を目的とした基金に「バラ色募金」の一部が寄付されたが、2016年11月30日に朝本は逝去した。再集結ツアーのオープニングSEに「バラ色の日々 〜RAM JAM WORLD REMIX〜」の一部が使用されていたことについて、吉井は朝本の復活を願う意味合いがあったと自身のファンサイトのブログで語っている。